# Gymnura natalensis
Gymnura natalensis är en rockeart som först beskrevs av John Dow Fisher Gilchrist och Thompson 1911.  Gymnura natalensis ingår i släktet Gymnura och familjen Gymnuridae. IUCN kategoriserar arten globalt som otillräckligt studerad. Inga underarter finns listade i Catalogue of Life.